# Calinaga funebris
Calinaga funebris is een vlinder uit de familie van de Nymphalidae. De wetenschappelijke naam van de soort is voor het eerst geldig gepubliceerd in 1919 door Charles Oberthür.